# ATL-98 Carvair
Dimensions
L'ATL-98 Carvair est un avion spécialisé dans le transport combiné de voitures et de passagers. Il a été produit à 21 exemplaires par conversion de Douglas DC-4 existants.

## Origine
La société britannique Aviation Traders est créée en 1947 par Freddie Laker, ancien pilote de la Royal Air Force. Elle a pour modèle économique le rachat, le négoce et la transformation d'avions issus des surplus militaires pour le marché civil. Elle convertit notamment des Handley-Page Halifax en avions-cargos. À la fin des années 1950, elle identifie un marché potentiel sur le ferry aérien, c'est-à-dire le transport de passagers avec leurs voitures à travers la Manche. Il existe déjà des services de ce type, utilisant des Bristol Freighter, mais leur capacité est insuffisante pour la demande.

## Caractéristiques
Le Carvair (ce nom est un mot-valise de Cars-via-air) est construit à partir d'un Douglas DC-4. Ce dernier a été construit en grand nombre, notamment pour les besoins militaires pendant la guerre, sous le nom C-54, et, avec l'arrivée d'avions à réaction, il devient obsolète pour le transport long-courrier de passagers. Ces deux facteurs font qu'il est disponible à un prix très bas sur le marché d'occasion.
Une large porte est aménagée à l'avant pour le chargement des voitures (ou d'autres types de fret). Pour permettre son installation, le cockpit est déplacé dans une protubérance au-dessus du fuselage, donnant à l'avion une silhouette très caractéristique évoquant un Boeing 747 miniature. La cabine est aménagée sur la majorité de sa longueur pour les voitures, tandis qu'une section à l'arrière conserve sa vocation de transport de passagers. L'aménagement est facile à modifier, permettant à un Carvair d'être configuré soit pour 5 voitures et 22 passagers, soit pour 3 voitures et 55 passagers. La modification de la silhouette de l'avion n'est pas sans effets aérodynamiques, et impose de changer fortement l'empennage, avec une dérive plus grande. Les ailes, les moteurs et le train d'atterrissage ne sont pas modifiés. Destiné à des vols à courte distance à faible altitude, l'avion n'est pas pressurisé, ce qui a considérablement facilité les modifications.

## Services réguliers

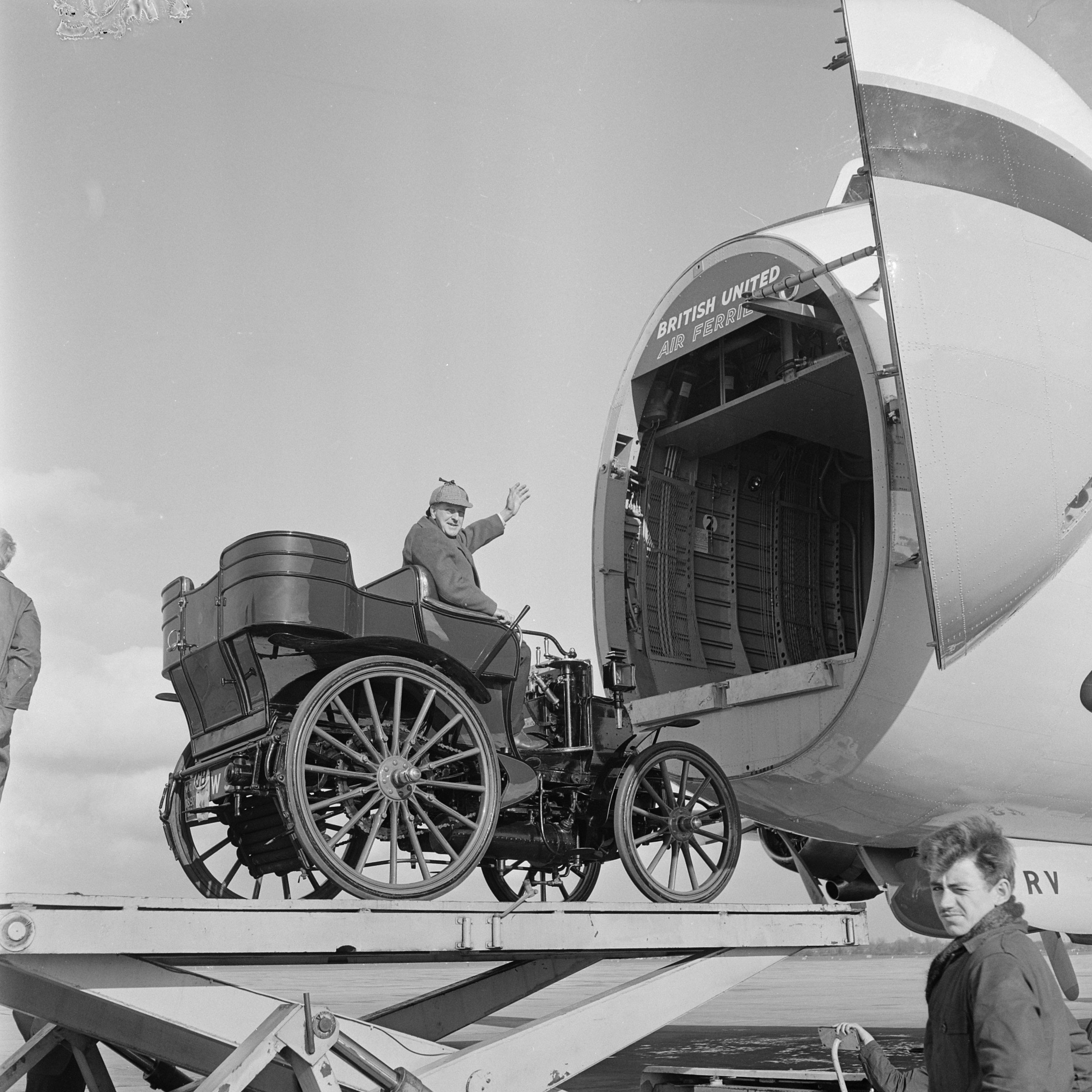
Chargement d'une voiture de collection Daimler.

Les 21 avions produits sont utilisés sur des lignes régulières reliant le Royaume-Uni, le continent européen et l'Irlande. British United Air Ferries en possède 9 en 1967. Channel Air Bridge, qui appartient aussi à Freddie Laker, effectue jusqu'à 24 vols quotidiens entre l'aéroport de Londres-Southend et la France (Calais), la Belgique (Ostende) et les Pays-Bas (Rotterdam). La compagnie irlandaise Aer Lingus achète aussi trois Carvair, qui sont utilisés sur cinq lignes : Dublin-Liverpool, Dublin-Manchester, Dublin-Bristol, Cork-Bristol, et Dublin-Cherbourg. 
Ces services rencontrent un certain succès à cette époque, mais sont rapidement concurrencés par les ferrys et les aéroglisseurs. Aer Lingus abandonne les vols réguliers en 1966.

## Transport à la demande
Après leur retrait des vols réguliers, une partie des Carvair continue à voler dans des pays variés au service de petites compagnies indépendantes, jusque dans les années 2000, pour du transport à la demande de voitures ou de fret. Le dernier avion utilisé est radié du service en 2007 à la suite d'un atterrissage forcé en Alaska.
Un Carvair apparaît dans le film Goldfinger, où il transporte la voiture Rolls-Royce du personnage éponyme.

## Projet de successeur
Dans les années 1960, Aviation Traders essaie de développer un Carvair amélioré, sur base de Douglas DC-6 ou Douglas DC-7, qui sont des versions agrandies et améliorées du DC-4. Ce successeur aurait été pressurisé, pour pouvoir voler à plus haute altitude et effectuer des vols plus longs ; par ailleurs, ses moteurs auraient éventuellement été remplacés par des turbopropulseurs. Ce projet reste sans suite.